# Palotás
Palotás è un comune dell'Ungheria di 1.579 abitanti (dati 2022).. È situato nella contea di Nógrád.